# Прескриптивизм (этика)
Прескриптивизм — нонкогнитивистское течение в метаэтике, утверждающее, что язык этики преимущественно прескриптивен. Согласно прескриптивизму, моральные термины имеют в основном прескриптивное (предписывающее, императивное) значение ("красть плохо" означает "не кради!"), поэтому моральные высказывания не могут быть проверены на истинность и не являются ни истинными, ни ложными. Однако моральные высказывания подчиняются законам логики, например, закону непротиворечия, и поэтому рациональны. Рациональность моральных высказываний означает, что в оценке своих и чужих поступков человек руководствуется не чувствами, а разумом, и принимает решения о выборе линии поведения, исходя из следствий, логически выводимых из общих, универсальных принципов морали. Главный представитель прескриптивизма — британский философ Ричард Мервин Хэар.